# Ungazik
Ungazik (connu également sous le nom russe Chaplino) était un village Yupik situé a proximité du cap Tchapline, à l'extrémité orientale de la péninsule Tchouktche.

## Géographie
Le village d'Ungazik se trouvait à proximité du cap Tchapline (péninsule Tchouktche). Il était situé sur un triangle de terres, encadré par le détroit Seniavine au nord, la mer de Béring à l'est et au sud ainsi qu'une lagune à l'ouest.
D'après les descriptions des autorités soviétiques dans les années 1950, le village se trouvait sur une zone légèrement surélevée. Il était exposé aux vents, intempéries et tempêtes venus de la mer de Béring. Il y avait peu d'eau douce sur le site.

## Histoire

### Village Yupik
Pour les populations Yupik, Ungazik était un village important.

### Administration par l'Union soviétique
Les habitants de l'île Yttygran et du village Qiwaaq ont été déplacés par les autorités soviétiques vers Ungazik en 1950 et 1952. Au total, ce sont 22 familles et près de 130 personnes qui sont devenues résidentes d'Ungazik.

## Démographie
Selon les spécialistes de la péninsule Tchouktche, la population d'Ungazik comptait environ 300–350 personnes en 1955.